# Placid a Sigisbert
Svatí Placid a Sigisbert (také latinsky Placidus z Disentis a Sigi(s)bertus z Disentis) byli benediktinští mniši, žijící v 7. až 1. čtvrtině 8. století. Placid zemřel jako mučedník roku 720, Sigisbert byl opatem v Disentis a zemřel až později v pověsti svatého vyznavače. Jsou připomínáni společně se svým učitelem, svatým Benediktem 11. července.

## Biografie

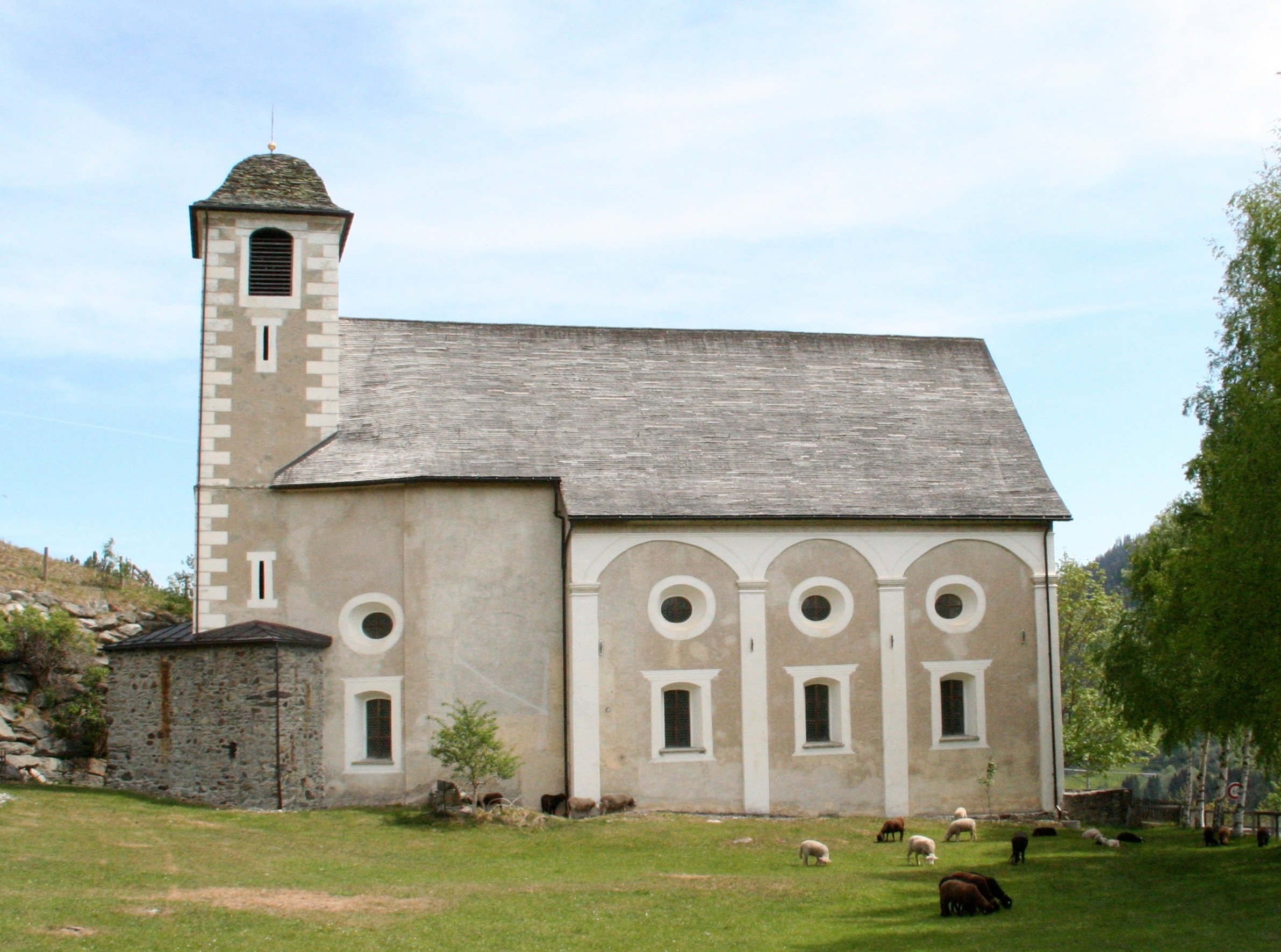
Kaple sv. Placida v Disentis na svahu Alp, znovu vystavěná roku 1696

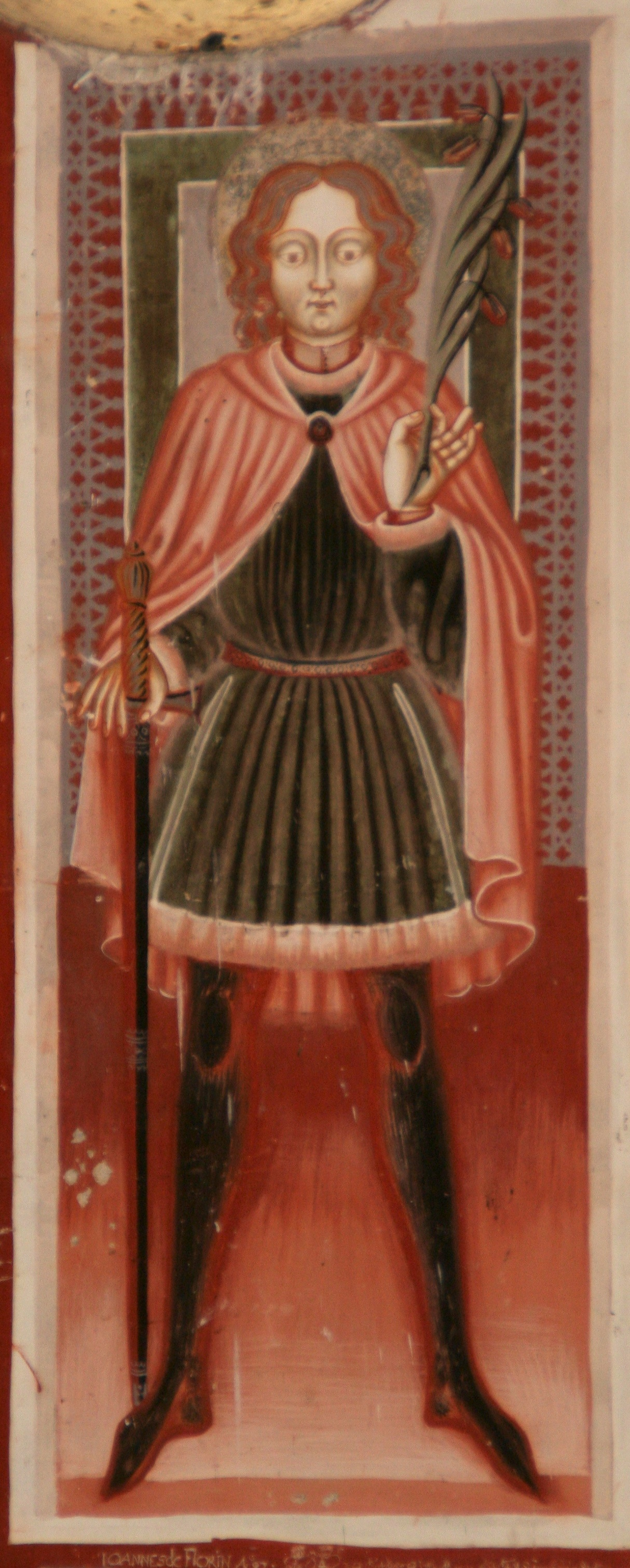
Nicolao de Seregno (1450-1500): Sv. Placid, oltářní obraz v kapli sv. Agáty v Disentis

Sigisbert pocházel údajně z Frank a podle nejstarší životopisné legendy z poloviny 12. století se stal nejprve poustevníkem a žákem svatého Kolumbána, se kterým později začal misijně působit v Burgundsku a dnešním Švýcarsku. Šlechtic Placid z Disentisu asi roku 700 Sigisbertovi daroval v Disentisu pozemek a prostředky ke zřízení kláštera, a sám vstoupil do benediktinského řádu jako mnich. Sigisbert mnicha Placida poslal do opatství v Churu, kde žil velmi prostopášným způsobem života šlechtic a tamní prefekt jménem Viktor. Placid mu vyčítal neřestný život, za to mu Viktor roku 720 dal useknout hlavu. Legendické vyprávění uvádí, že bezhlavý Placidus pak vzal svou hlavu a donesl ji Sigisbertovi, proto se uctívá jako kefaloforus (výraz z řečtiny: hlavu nesoucí). Viktora pak údajně stihl trest, když utonul v řece. Jeho syn Tello potom jako výraz pokání rodiny financoval dostavbu diesentiského kláštera. Placid a Sigisbert jsou nyní připomínáni ve svátek společně se svatým Benediktem, 11. července.

## Úcta
Na místě jejich působení a Placidova původního hrobu v Disentis byla údajně roku 904 postavena kaple a stala se prvním místem lokální úcty. Kult obou světců se rozšířil poté, co král Karel Martell dal před vpádem Saracénů roku 940 jejich ostatky přenést do Grossmünsteru v Curychu. Disentiskou kapli roku 1458 strhla lavina, barokní novostavba kostela ji nahradila roku 1655. Hlavní lokální úcta se pak přesunula do kostela opatství sv. Martina v Disentis, které od roku 700 se dvěma přestávkami (vyplenění francouzskou Napoleonovou armádou roku 1799 a sekularizace z let 1846–1880) působí dodnes. Je k němu přidruženo gymnázium s internátem a klášterní muzeum.
Placid je pro své mučednictví slavnější než Sigisbert- Jeho lebka byla roku 1470 vložena do stříbrné relikviářové busty, dosud ve svátek uctívané a po celý rok vystavené v pokladnici Grossmünsteru v Curychu. Oba svatí jsou spolupatrony města Curychu, katedrály v Churu a kantonu Graubünden.

## Ikonografie
- Placidus bývá vyobrazen jako rytíř ve zbroji s mečem a palmou mučedníka, nebo v plášti s křížem na prsou, často bezhlavý, nesoucí svou hlavu v rukou, zatímco mu z krku vzhůru vystřikují praménky krve (na barokní fresce od Jakoba Riega z roku 1696 v kostele v Surrein).[3], nebo svou hlavu v bílém šátku předává plačící ženě.
- Sigisbert bývá zobrazen v pontifikálním oděvu biskupoa s mitrou na hlavě, s berlou v pravici a modelem opatského kostela z Disentis v levici.
- Oba světci mohou na obrazech tvořit trojici s biskupem Puritiem, jako na oltářním obrazu z dómu v Churu.